# Dalmatia (traghetto)
Il Dalmatia è stato un traghetto, appartenuto alla Blue Line International dal 2011 al 2014.

## Servizio
Varato il 31 maggio 1977 nel Cantiere navale di Stettino con il nome di Pomerania e consegnato nel luglio del 1978 alla Polferries, prende servizio nello stesso mese nei collegamenti tra Polonia, Svezia, Germania e Danimarca.
Nel novembre del 1978 viene trasferito nei collegamenti tra Swinoujscie, Copenaghen e Felixstowe.

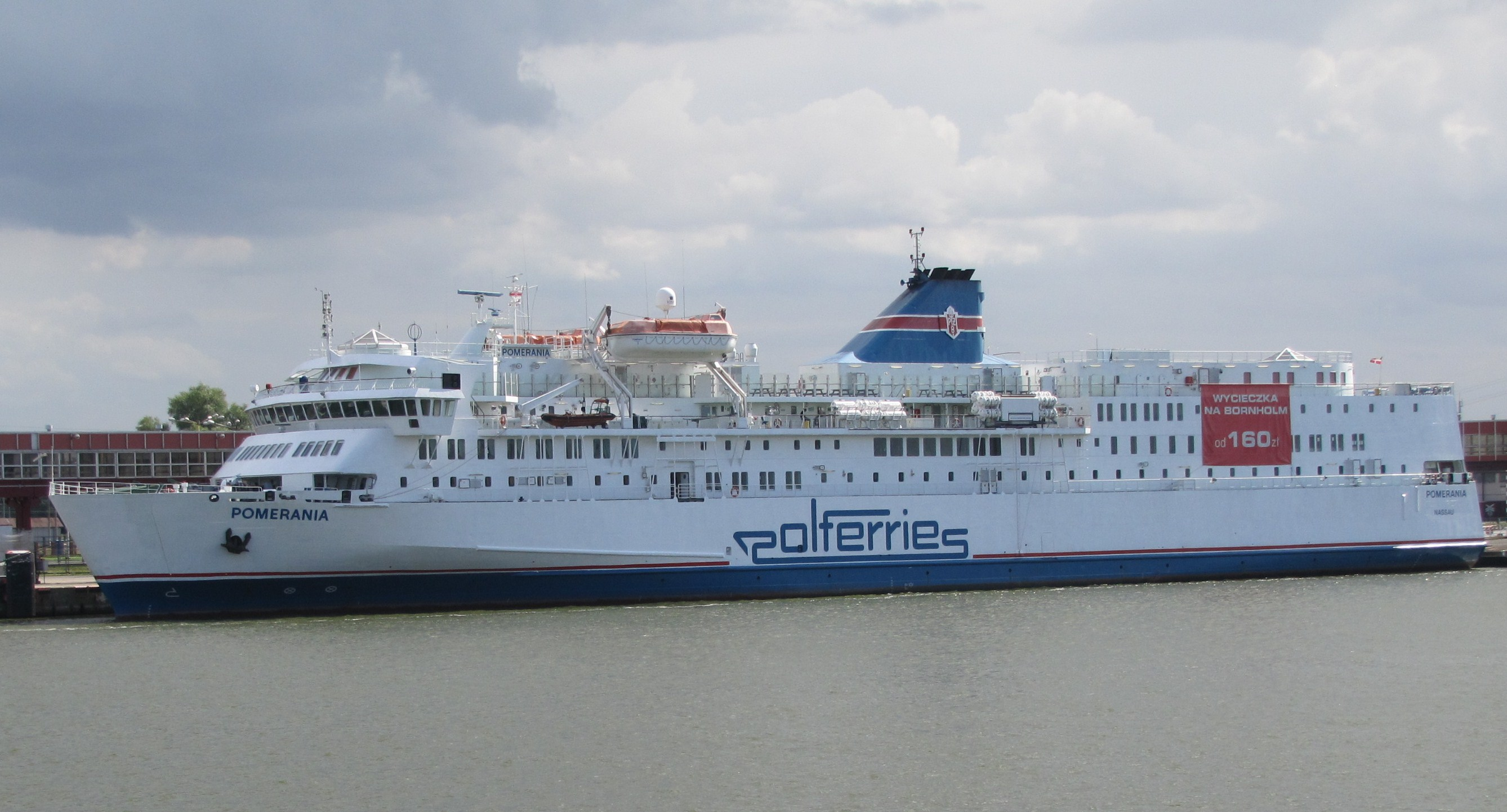
Il Pomerania ormeggiato a Swinoujscie nel 2010.

Nel 1979 prende servizio nei collegamenti tra Helsinki, Nynäshamn e Gdynia.
Dal 6 giugno a fine luglio 1980 viene noleggiato alla Kalmar Line ed impiegato sulla Kalmar-Rønne. Terminato il noleggio, prende servizio sulla Karlskrona-Gdynia.
Da giugno ad agosto 1982 viene noleggiato alla CoTuNav ed impiegato nei collegamenti tra Genova, Tunisi e Marsiglia. Successivamente, torna regolarmente in servizio per la Polferries.
Nel 1994 entra in collisione con il  Silja Europa nel porto di Helsinki. Tuttavia, nessuno dei due traghetti implicati nell'incidente riporta danni di rilievo..

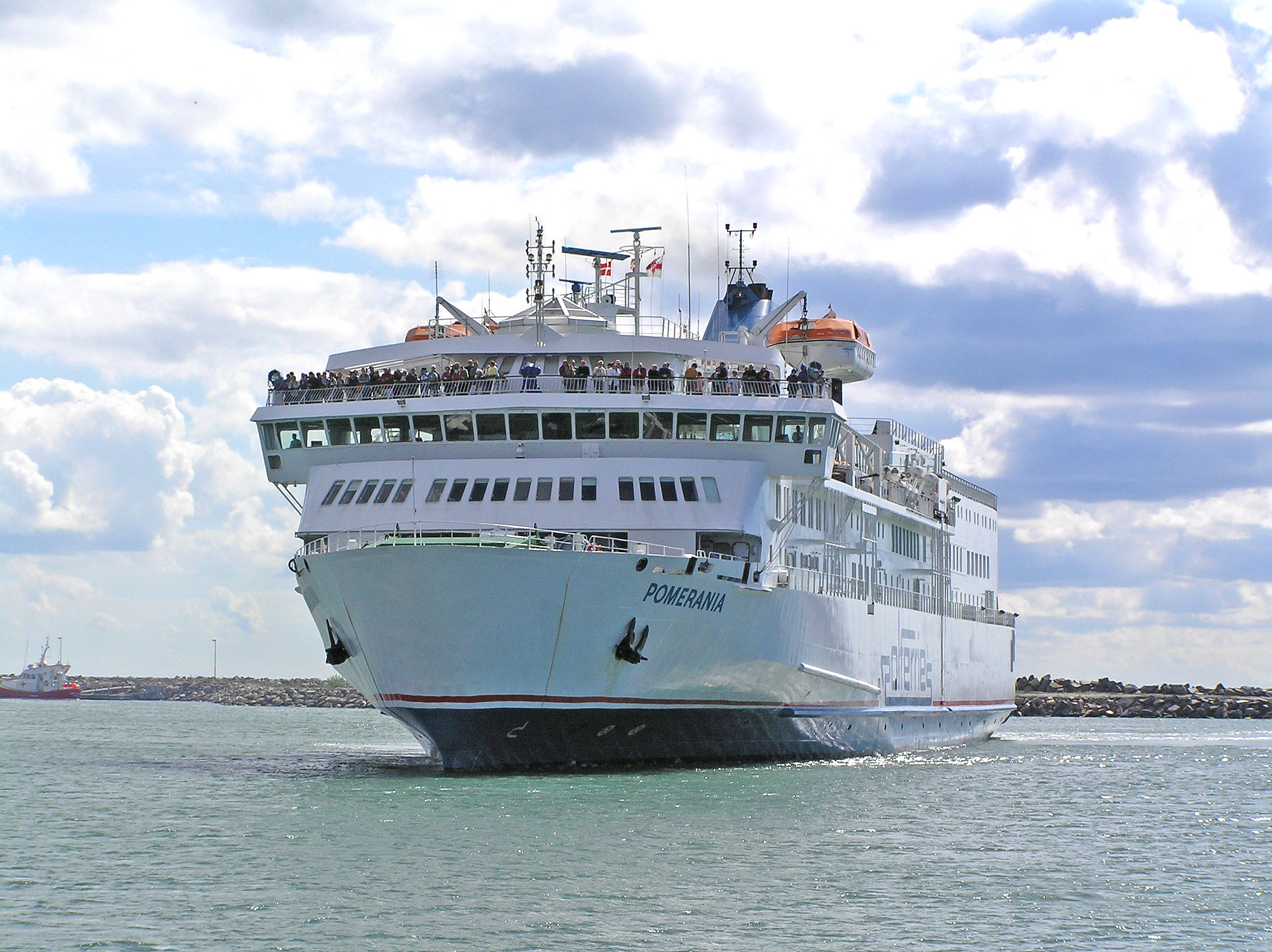
Il Pomerania in evoluzione a Rønne nel 2004.

Il 1º maggio 1995 prende servizio nei collegamenti tra Swinoujscie e Malmö.
Il 10 ottobre 1995, scoppia un incendio a bordo del traghetto durante la navigazione verso Malmö.Trasferito nel cantiere navale Remontowa di Danzica nell'ottobre del 1996, viene sottoposto ad intensi lavori di rifacimento degli interni fino al maggio del 1997, quando torna in servizio nei collegamenti tra Swinoujscie e Malmö.
Il 1º giugno 1999 viene trasferito nei collegamenti tra Swinoujscie e Copenaghen.
Da novembre 2002 al 2003 opera saltuariamente nei collegamenti tra Swinoujscie, Ystad e Copenaghen.

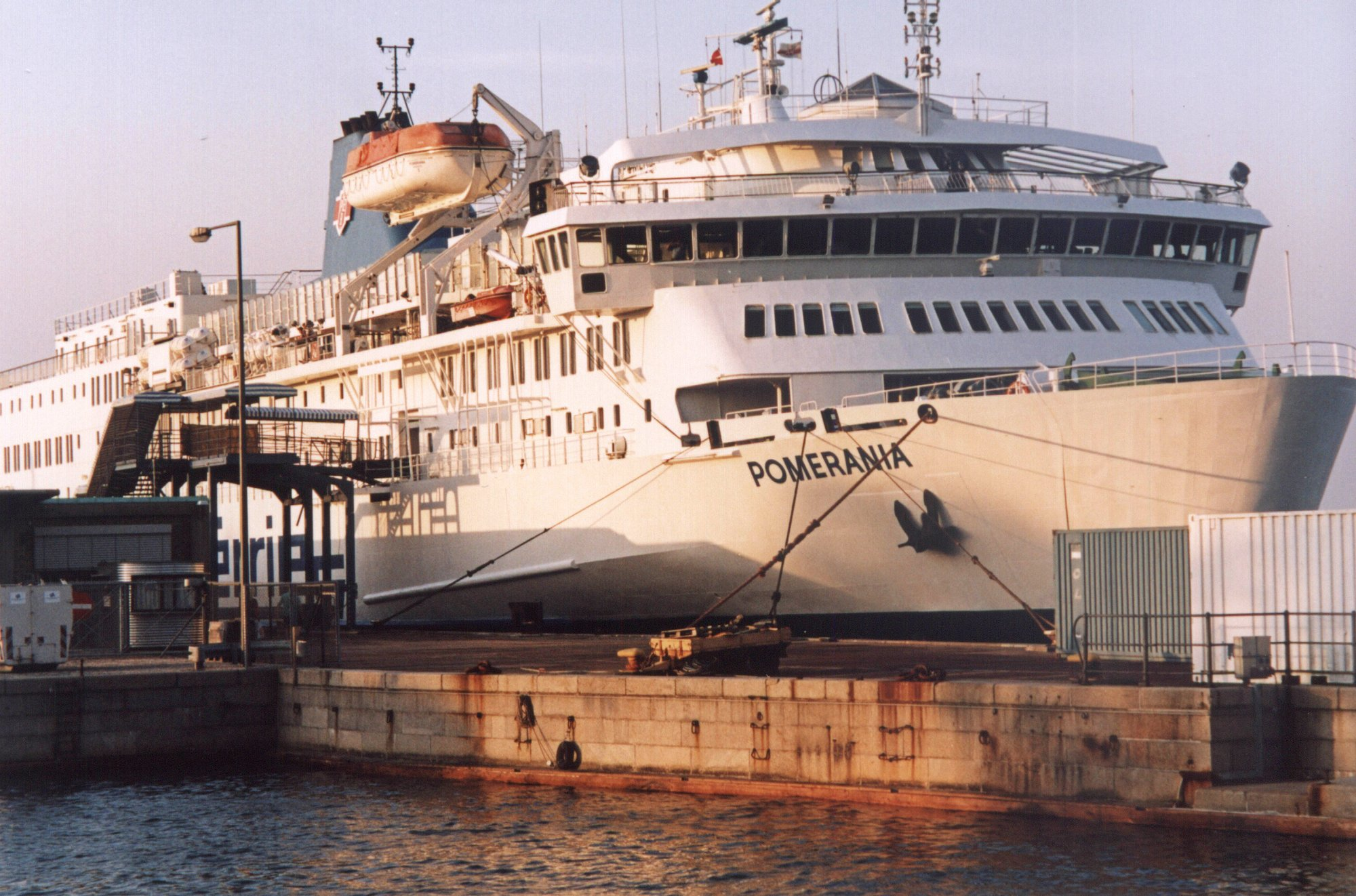
Il Pomerania ormeggiato a Copenaghen nel 2002.

Il 31 maggio 2005, durante la navigazione verso Copenaghen, entra in collisione con la petroliera Rio Grande al largo di Falsterbo, riportando ingenti danni appena al di sopra della linea di galleggiamento.
Nei sabati da giugno ad agosto 2008 effettua una traversata tra Swinoujscie e Rønne.
Il 31 ottobre 2010 viene disarmato a Swinoujscie e messo in vendita.
Il 17 gennaio 2011 ne viene annunciata la cessione alla Blue Line International e, ribattezzato Dalmatia a febbraio, salpa il 13 febbraio da Swinoujscie per Bar, dove viene sottoposto ai propedeutici lavori di adeguamento al nuovo servizio.
Nell'aprile del 2011 prende servizio nei collegamenti tra Ancona e Spalato.

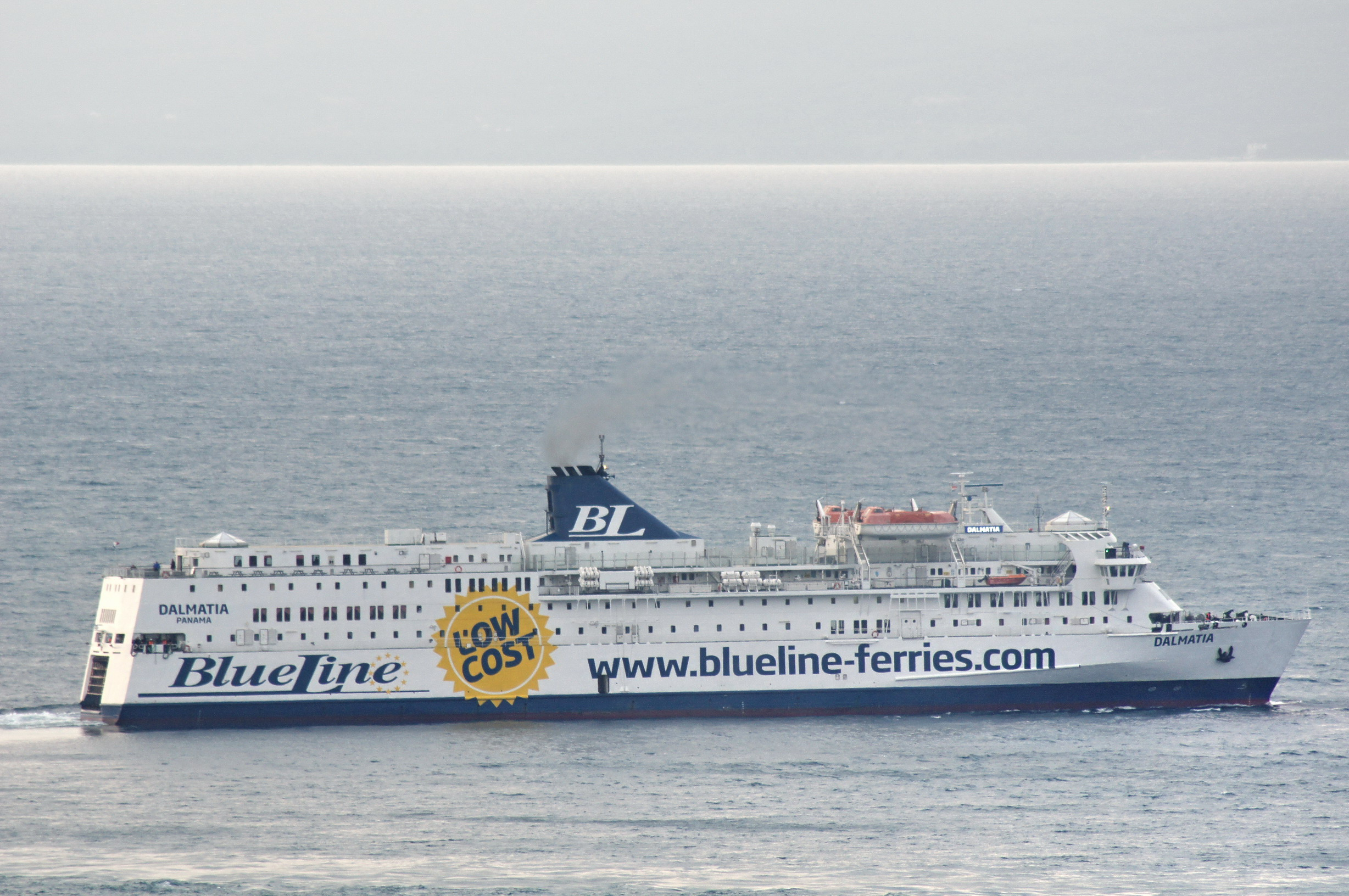
Il Dalmatia in navigazione nei pressi di Spalato nel 2011.

Nel settembre del 2014, dopo aver ritenuto troppo oneroso l'adeguamento strutturale per renderlo conforme alle più stringenti normative del cosiddetto Stockholm Agreement (trattato che impone una maggiore stabilità ai traghetti basandosi su parametri che tengono conto dell'altezza massima delle onde registrata nell'area in cui una determinata nave opera), viene venduto per la demolizione, giungendo il 24 ottobre successivo ad Alang, dove viene spiaggiato e successivamente demolito.

## Navi gemelle
- Galaxy (ex Silesia)
- Pîrî Reis Üniversitesi (ex Ankara)
- TCG Iskenderun
- Samsun